# Palazzo Orsi Mangelli
Il Palazzo Orsi Mangelli, ubicato a Forlì, in Corso Diaz 43/45, venne fatto costruire nel XVIII secolo dalla famiglia Merlini, probabilmente dall'unione di diverse strutture preesistenti.
L'edificio ha pianta quadrata, con un cortile interno contornato da una loggia.
Nel 1802 venne acquistato dal cardinale Paolo Orsi Mangelli, il quale lo fece arricchire con elementi esterni in stile barocco.
Sottoposto ad un'importante ristrutturazione nel 1925, su progetto di Ariodante Bazzero, il palazzo perse, almeno all'esterno, gran parte delle sue caratteristiche originarie, in particolare sui tre lati secondari, in uno dei quali fu aperta una piattaforma con rampe per lo scarico delle merci.

La ristrutturazione lasciò tuttavia intatta la facciata principale, rimasta nello stile barocco voluto dal cardinale Orsi Mangelli, con due grandi portali in pietra, sormontati entrambi da balconi, ed arricchita nella parte superiore da lesene e finestre incorniciate.
Gli interni conservano sostanzialmente immutata la struttura originaria e rimangono ancora delle decorazioni pittoriche, in particolare nella galleria e nell'attuale sala conferenze, attribuite al quadraturista bolognese Angelo Zaccarini, dipinte nella seconda metà del XVIII secolo. Le pareti ed i soffitti del piano nobile furono oggetto di un restauro curato da Cesare Camporesi tra il 1937 ed il 1938; alla stessa epoca risalgono tre finestre a trompe l'oeil visibili nello scalone centrale.
Il palazzo è stato la sede principale della Segreteria Studenti e dei servizi agli studenti offerti dal Polo Scientifico Didattico di Forlì dell'Università degli Studi di Bologna.
Il Palazzo Orsi Mangelli è l'attuale sede di Luxury Living Group, azienda leader nel settore lifestyle e degli arredi di lusso.

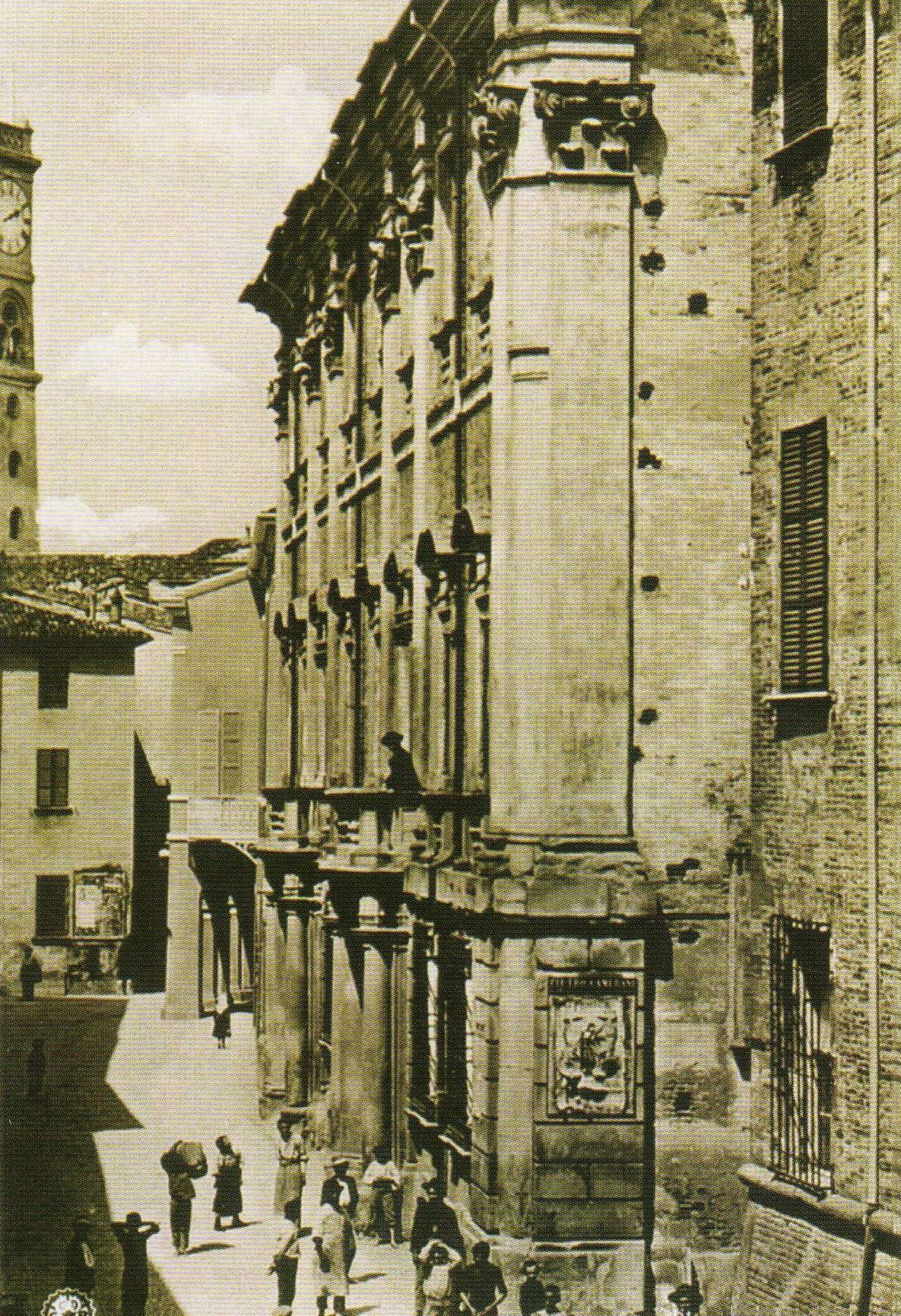
Palazzo Orsi Mangelli in una fotografia di inizio Novecento. Si può intravedere la palazzina Dall'Aste-Brandolini, distrutta da un bombardamento aereo del 10 dicembre 1944.
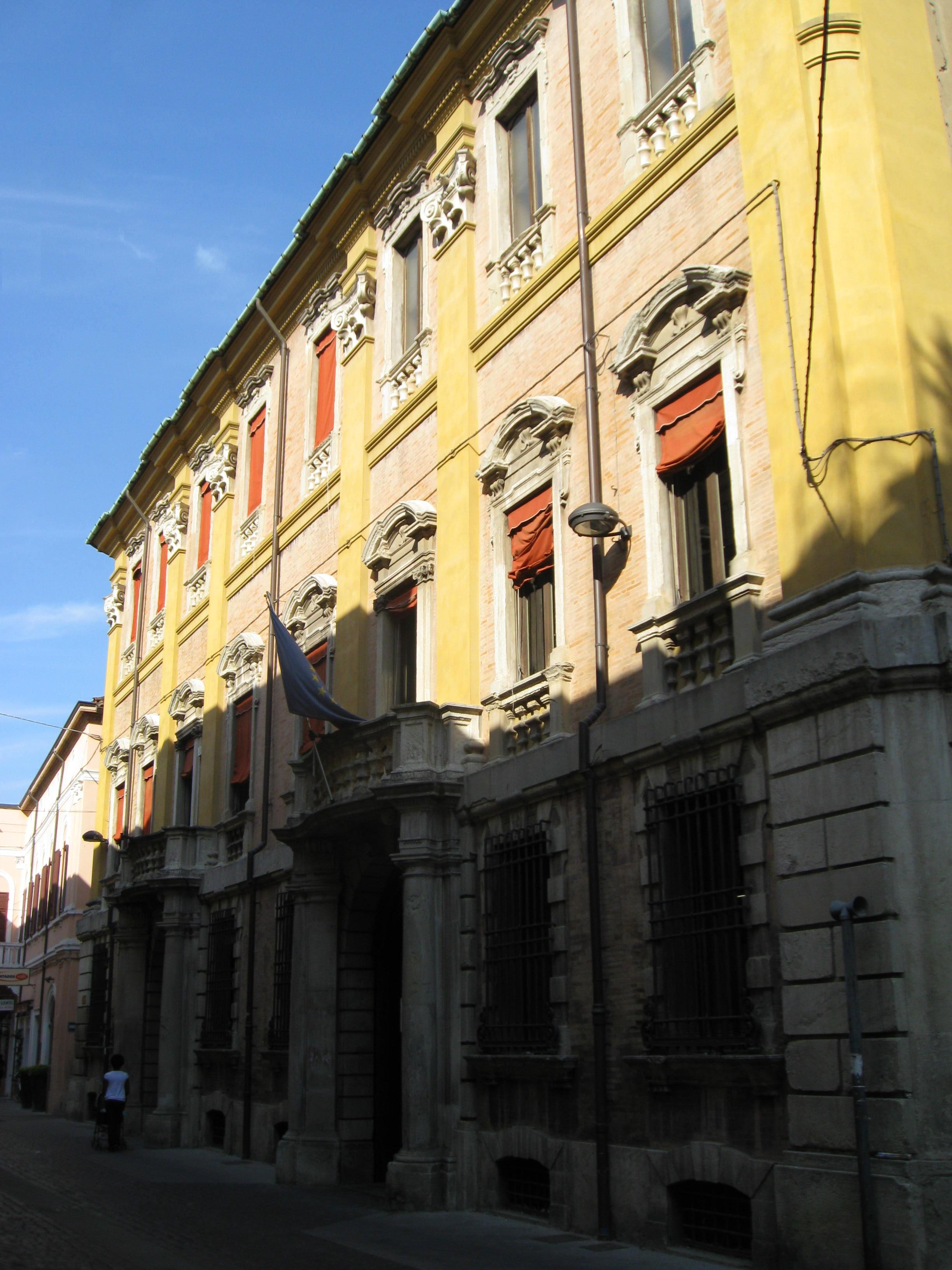
Facciata